# Arbetets ära

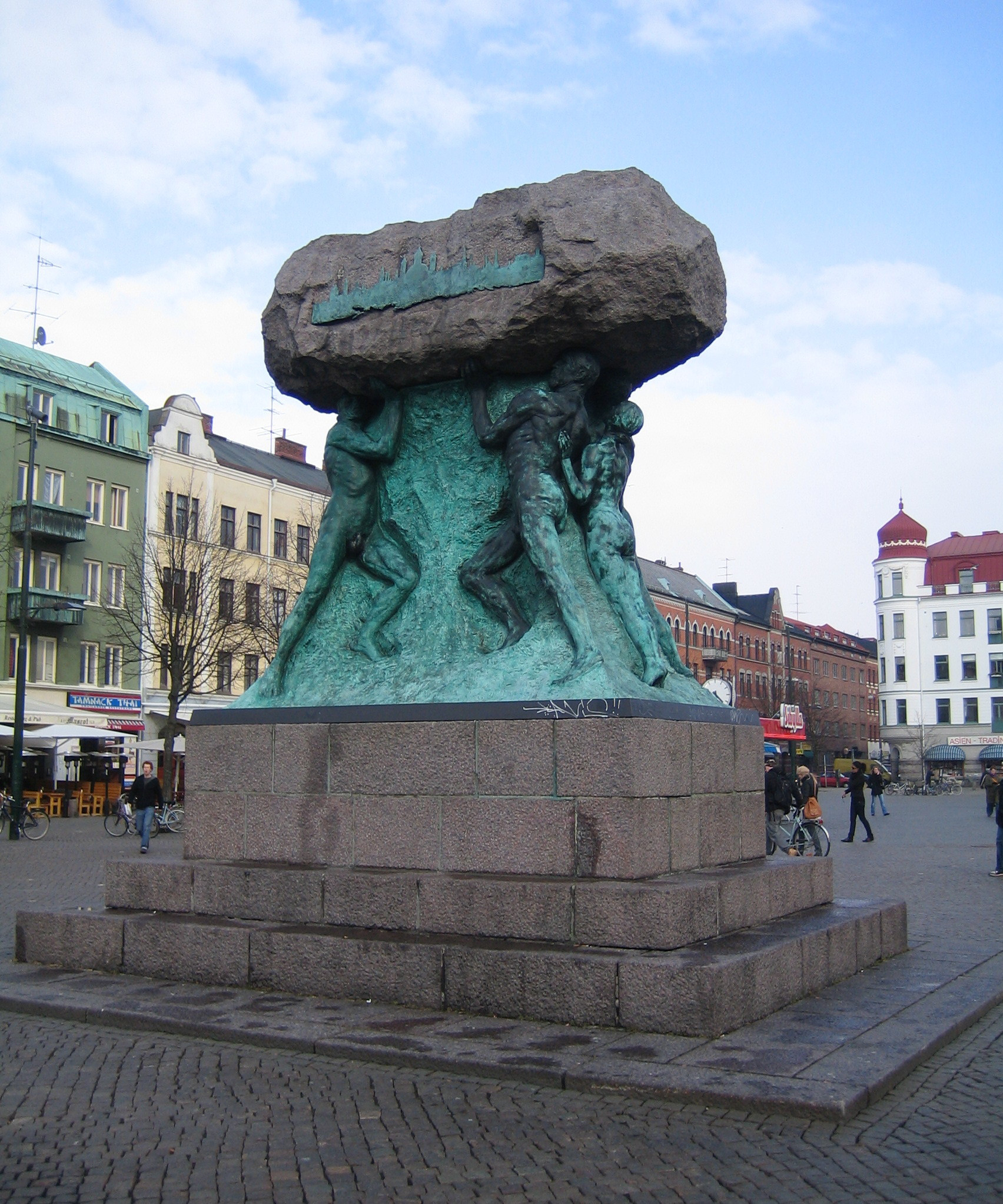
Arbetets ära på Möllevångstorget.

Arbetets ära är en skulptur på Möllevångstorget i Malmö. 
Arbetets ära skapades 1929 av Axel Ebbe i brons och granit och avtäcktes 1931. Den föreställer en grupp nakna personer som lyfter upp ett granitblock. På granitblocket kan man se en bronsrelief av Malmös stadssiluett från den tiden, med bland annat fabrikers skorstenar.
Det ursprungliga granitblocket var för litet och konstnären fick beställa ett större, vilket visade sig vara alldeles för stort, så han fick hugga ned det till nuvarande storlek. Statyns placering bestämdes efter att man flyttat omkring en hjulförsedd replika i trä på torget.
Statyn symboliserar arbetarrörelsens historia och kamp. Vid statyn hålls kontinuerligt manifestationer och demonstrationer av olika vänsterrörelser, som exempelvis manifestationen för palestinier 14 maj 2021.